# Wyatt-Earp-Inseln
Die Wyatt-Earp-Inseln sind eine kleine Gruppe aus Inseln und Klippen vor der Ingrid-Christensen-Küste des ostantarktischen Prinzessin-Elisabeth-Lands. Sie liegen 800 m nördlich der Walkabout Rocks vor dem nördlichen Ausläufer der Vestfoldberge.
Norwegische Kartographen, die sie als Nørsteholmen (norwegisch für Nördliche Inseln) benannten, kartierten sie anhand von Luftaufnahmen der Lars-Christensen-Expedition 1936/37. Das Antarctic Names Committee of Australia benannte sie dagegen nach dem Schiff Wyatt Earp des US-amerikanischen Polarforschers Lincoln Ellsworth, mit dem der australische Polarforscher Hubert Wilkins am 11. Januar 1939 an den benachbarten Walkabout Rocks angelandet war.